# Oritoniscus trajani
Oritoniscus trajani är en kräftdjursart som beskrevs av Albert Vandel 1933. Oritoniscus trajani ingår i släktet Oritoniscus och familjen Trichoniscidae. Inga underarter finns listade i Catalogue of Life.